# حسين الممتن
حسين مصطفى الممتن، هو لاعب كرة قدم سعودي يلعب كمهاجم في نادي الفتح.